# Epizoanthus vatovai
Epizoanthus vatovai är en korallart som beskrevs av Ferdinand Albin Pax och Lochter 1935. Epizoanthus vatovai ingår i släktet Epizoanthus och familjen Epizoanthidae. Inga underarter finns listade i Catalogue of Life.